# Прекрасная Маргарет и милый Вильям
«Прекрасная Маргарет и милый Вильям» (англ. Fair Margaret and Sweet William; Child 74, Roud 253) — народная баллада англо-шотландского происхождения. Самый ранний её вариант известен из бродсайда 1720 года. Фрэнсис Джеймс Чайлд в своём собрании приводит три версии текста баллады, близких друг к другу. Шотландский поэт и драматург Дэвид Моллет на основе этой баллады написал пьесу «Уильям и Маргарет».
На русский язык балладу перевёл Герман Борисович Плисецкий.

## Сюжет
Уильям сообщает Маргарет, что завтра женится на другой женщине, и считает себя в своём праве, поскольку не давал ей никаких обещаний. На следующий день, расчёсывая волосы у окна, она видит молодожёнов и умирает (то ли от неразделённой любви, то ли намеренно сведя счёты с жизнью). Ночью призрак Маргарет появляется у брачного ложа, а одному из новобрачных снится дурной сон. Наутро Уильям отправляется в дом своей бывшей подруги. Её братья впускают его и показывают бездыханное тело. Он не находит утешения в молодой жене, а вскоре умирает от горя. Уильяма и Маргарет хоронят вместе, и из их могил вырастают роза и шиповник, которые тянутся вверх и сплетаются между собой. В конце одной из версий сообщается, что кто-то в итоге срубил кусты, а не то бы они росли в том месте и поныне.
Такие же имена двух влюблённых присутствуют и в других балладах: «Клятва верности» (Child 77) и «Трагедия Дугласов» (Child 7).
В пьесе Бомонта и Флетчера The Knight of the Burning Pestle 1607 года один из персонажей распевает строчки, похожие на содержащиеся в балладе: «When it was growne to clarke midnight, / And all were fast asleepe, / In came Margarets grimely Ghost, / And stood at Williams ftete», однако явно не идентичные, ср.: «When Day was gone, and Night Was come, / and all Men fast asleep, / There came the Spirit of fair Margaret, / which caus’d him for to Weep». Как Перси, так и Чайлд принимают это за доказательство того, что баллада существовала как минимум c начала XVII века, однако больше никаких свидетельств этому не находится.